# Hochkreuz von Bealin
Das Hochkreuz von Bealin (englisch Bealin High Cross oder Baylin Cross, irisch Ardchros Bhéal Linne) befindet sich auf einem Hügel im Townland Twyford am Rande des Ortes Bealin (irisch Béal Linne) etwa 6 km nordöstlich von Athlone im County Westmeath in Irland.
Das etwa 2,0 Meter hohe, etwas beschädigte Keltenkreuz trägt an der Ostseite das Bild eines Löwen und verflochtene Kreaturen mit Vogelköpfen. Der Schaft ist mit einem keltischen Knotenmuster überzogen. Auf der Nordseite ist eine Jagdszene eines Reiters mit einem Speer und über ihm ein Hund dargestellt, der in ein Hirschbein beißt. Eine Inschrift am unteren Rand der Westseite macht das Kreuz auf rund 800 n. Chr. datierbar. Die altirische Inschrift lautet: OROIT AR TUATHGALL LAS DERNATH IN CHROSSA („ein Gebet für Tuathgall, von dem dieses Kreuz gemacht wurde“). Es wird angenommen, dass das Kreuz ursprünglich aus dem 15 km entfernten Clonmacnoise stammt und in der Tat starb 810 oder 811 ein Abt von Clonmacnoise namens Tuathgall (oder Tuathgal).